# Macaguaje
 I Macaguaje sono un gruppo etnico della Colombia, con una popolazione stimata di circa 50 persone (ma il nucleo centrale del gruppo è considerato pressoché estinto). Questo gruppo etnico è principalmente di fede animista e parla la lingua Siona (codice ISO 639: SIN).
Vivono presso gli affluenti del fiume Caquetá, soprattutto sul Putumayo.